# Венгерская грекокатолическая церковь
Венгерская грекокатолическая церковь (венг. Magyar görögkatolikus egyház, лат. Ecclesia Graeco-Catholica Hungariae) — одна из восточнокатолических церквей, придерживающихся византийского обряда, то есть принадлежащая к числу грекокатолических церквей. Почти все приходы церкви расположены на территории Венгрии, несколько в венгерской диаспоре Северной Америки.

## История
Исторически большинство венгерских католиков византийского обряда проживало в северо-восточном регионе страны, где определённый процент населения составляли русины и румыны. В период после изгнания турок из Венгрии в конце XVII века на территорию современной Венгрии также переселилось большое число словацких колонистов, в том числе и грекокатоликов. Греко-католики Венгрии всех национальностей окормлялись епархией византийского обряда с центром в Мукачево (венг. Munkács, Мункач).
В XVIII веке грекокатолическая община также пополнилась за счёт протестантов, принявших католицизм — значительная их часть принимала византийский, а не латинский обряд.
Богослужение на венгерском языке имеет в венгерской католической церкви давнюю историю. Первый перевод литургии Иоанна Златоуста на венгерский был сделан ещё в 1795 году и издан частным образом. В 1868 году представители 58 грекокатолических приходов обратились с призывом одобрить богослужение на венгерском и учредить отдельную епархию для грекокатоликов, говорящих по-венгерски; однако Ватикан такого разрешения не дал. В 1882 году был опубликован без формального церковного одобрения новый перевод литургии Иоанна Златоуста и другие богослужебные тексты. Наконец, 18 июня 1912 года папа Пий X учредил отдельную епархию с центром в Хайдудороге для 162 венгерских грекокатолических приходов; однако призвал венгерских грекокатоликов вернуться к богослужению на греческом языке, ограничив использование венгерского языка внелитургическими целями. Был установлен трёхлетний переходный период, однако начавшаяся вскоре первая мировая война нарушила все планы, и использование венгерского в литургии продолжилось.
После Первой мировой войны от Венгрии были отторгнуты значительные территории, в результате чего число приходов в Хайдудорогской епархии сократилось со 168 до 90. 4 июня 1924 года на территории Венгрии был образован также апостольский экзархат Мишкольца, объединивший приходы, использовавшие в литургии церковнославянский язык. Приходы экзархата Мишкольца постепенно также перешли на венгерский язык в 1930-40 годах.
Небольшое количество приходов венгерской грекокатолической церкви существует среди венгерских эмигрантов — в США и Канаде.
20 марта 2015 года произошла реорганизация церковных административно-территориальных структур Венгерской грекокатолической церкви, в результате которой Хайдудорогская епархия была возведена в ранг митрополии, апостольский экзархат Мишкольца преобразован в епархию, а также образована новая епархия Ньиредьхазы.

## Современное состояние

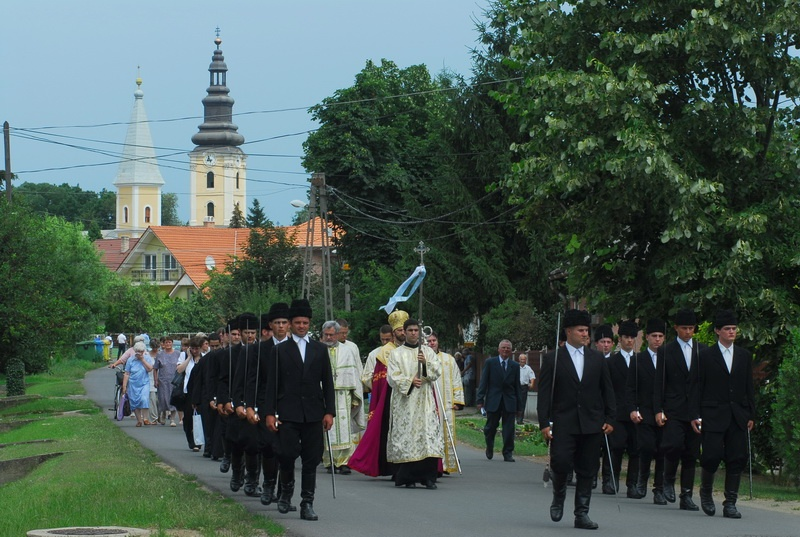
Во время Крестного хода

Венгерская грекокатолическая церковь состоит из Хайдудорогской архиепархии с суффраганными епархиями Мишкольца и Ньиредьхазы. Богослужение во всех приходах ведётся на венгерском языке. У церкви есть духовная семинария в Ньиредьхазе. По данным Annuario Pontificio за 2016 год в Хайдудорогской епархии 126 приходов, 188 священников и около 205 тысяч верующих; в епархии Мишкольца — 62 прихода, 73 священника и около 50 тысяч верующих. Таким образом, общая численность прихожан церкви — около 255 000 человек. 2 мая 2008 года главой церкви был избран епископ Петер Фюлёп Кочиш.